# Internazionali di Tennis di Baviera 2011 - Qualificazioni singolare
Le qualificazioni del singolare degli Internazionali di Tennis di Baviera 2011 sono state un torneo di tennis preliminare per accedere alla fase finale della manifestazione. I vincitori dell'ultimo turno sono entrati di diritto nel tabellone principale. In caso di ritiro di uno o più giocatori aventi diritto a questi sono subentrati i lucky loser, ossia i giocatori che hanno perso nell'ultimo turno ma che avevano una classifica più alta rispetto agli altri partecipanti che avevano comunque perso nel turno finale.

## Giocatori

### Teste di serie
1. Dmitrij Tursunov (secondo turno)
2. Julian Reister (qualificato)
3. Denis Gremelmayr (ultimo turno) (Lucky loser)
4. Björn Phau (secondo turno)

1. Jesse Huta Galung (secondo turno)
2. Simon Greul (primo turno)
3. Martin Fischer (ultimo turno)
4. Paul Capdeville (secondo turno)

### Qualificati
1. Robert Farah
2. Julian Reister

1. Steve Darcis
2. Andrej Kuznecov

### Lucky losers
1. Denis Gremelmayr

## Tabellone qualificazioni

### 1ª sezione
|  | Primo turno     | Primo turno       | Primo turno       | Primo turno | Primo turno |  |  | Secondo turno | Secondo turno     | Secondo turno    | Secondo turno   | Secondo turno |   |   | Ultimo turno | Ultimo turno | Ultimo turno | Ultimo turno | Ultimo turno |  |
|  |                 |                   |                   |             |             |  |  |               |                   |                  |                 |               |   |   |              |              |              |              |              |  |
|  | 1               | Dmitrij Tursunov  | 7                 | 4           | 6           |  |  |               |                   |                  |                 |               |   |   |              |              |              |              |              |  |
|  | WC              | Peter Heller      | 62                | 6           | 3           |  |  | 1             | Dmitrij Tursunov  | Dmitrij Tursunov | 5               | 2             |   |   |              |              |              |              |              |  |
|  | Peter Luczak    | Peter Luczak      | 6                 | 3           | 63          |  |  |               | Robert Farah      | Robert Farah     | 7               | 6             |   |   |              |              |              |              |              |  |
|  | Robert Farah    | Robert Farah      | 4                 | 6           | 7           |  |  |               |                   |                  |                 |               |   |   | Robert Farah | Robert Farah | 4            | 6            | 6            |  |
|  | Bastian Knittel | Bastian Knittel   | Bastian Knittel   | 6           | 6           |  |  |               |                   | Bastian Knittel  | Bastian Knittel | 6             | 2 | 3 |              |              |              |              |              |  |
|  | Maxime Teixeira | Maxime Teixeira   | Maxime Teixeira   | 1           | 4           |  |  |               | Bastian Knittel   | 5                | 7               | 7             |   |   |              |              |              |              |              |  |
|  |                 | Marco Chiudinelli | Marco Chiudinelli | 4           | 5           |  |  | 5             | Jesse Huta Galung | 7                | 5               | 63            |   |   |              |              |              |              |              |  |
|  | 5               | Jesse Huta Galung | Jesse Huta Galung | 6           | 7           |  |  |               |                   |                  |                 |               |   |   |              |              |              |              |              |  |

### 2ª sezione
|  | Primo turno         | Primo turno         | Primo turno     | Primo turno | Primo turno |  |  | Secondo turno | Secondo turno       | Secondo turno       | Secondo turno       | Secondo turno |   |   | Ultimo turno | Ultimo turno   | Ultimo turno | Ultimo turno | Ultimo turno |  |
|  |                     |                     |                 |             |             |  |  |               |                     |                     |                     |               |   |   |              |                |              |              |              |  |
|  | 2                   | Julian Reister      | 6               | 3           | 7           |  |  |               |                     |                     |                     |               |   |   |              |                |              |              |              |  |
|  | WC                  | Jan-Lennard Struff  | 3               | 6           | 65          |  |  | 2             | Julian Reister      | Julian Reister      | 6                   | 7             |   |   |              |                |              |              |              |  |
|  | Ruben Bemelmans     | Ruben Bemelmans     | Ruben Bemelmans | 6           | 6           |  |  |               | Ruben Bemelmans     | Ruben Bemelmans     | 4                   | 5             |   |   |              |                |              |              |              |  |
|  | James Lemke         | James Lemke         | James Lemke     | 3           | 2           |  |  |               |                     |                     |                     |               |   |   | 2            | Julian Reister | 6            | 3            | 6            |  |
|  | Cedrik-Marcel Stebe | Cedrik-Marcel Stebe | 6               | 69          | 6           |  |  |               |                     |                     | Cedrik-Marcel Stebe | 3             | 6 | 4 |              |                |              |              |              |  |
|  | Federico Delbonis   | Federico Delbonis   | 3               | 7           | 3           |  |  |               | Cedrik-Marcel Stebe | Cedrik-Marcel Stebe | 7                   | 6             |   |   |              |                |              |              |              |  |
|  |                     | Matteo Viola        | Matteo Viola    | 4           | 3           |  |  | 8             | Paul Capdeville     | Paul Capdeville     | 5                   | 4             |   |   |              |                |              |              |              |  |
|  | 8                   | Paul Capdeville     | Paul Capdeville | 6           | 6           |  |  |               |                     |                     |                     |               |   |   |              |                |              |              |              |  |

### 3ª sezione
|  | Primo turno     | Primo turno          | Primo turno          | Primo turno | Primo turno |  |  | Secondo turno | Secondo turno        | Secondo turno        | Secondo turno | Secondo turno |   |   | Ultimo turno | Ultimo turno     | Ultimo turno | Ultimo turno | Ultimo turno |  |
|  |                 |                      |                      |             |             |  |  |               |                      |                      |               |               |   |   |              |                  |              |              |              |  |
|  | 3               | Denis Gremelmayr     | 6                    | 4           | 6           |  |  |               |                      |                      |               |               |   |   |              |                  |              |              |              |  |
|  |                 | Marius Copil         | 3                    | 6           | 3           |  |  | 3             | Denis Gremelmayr     | Denis Gremelmayr     | 6             | 7             |   |   |              |                  |              |              |              |  |
|  | WC              | Stephan Hoiß         | Stephan Hoiß         | 5           | 0           |  |  |               | Juan Sebastián Cabal | Juan Sebastián Cabal | 2             | 64            |   |   |              |                  |              |              |              |  |
|  |                 | Juan Sebastián Cabal | Juan Sebastián Cabal | 7           | 6           |  |  |               |                      |                      |               |               |   |   | 3            | Denis Gremelmayr | 6            | 4            | 2            |  |
|  | Dominik Meffert | Dominik Meffert      | 6                    | 3           | 4           |  |  |               |                      |                      | Steve Darcis  | 2             | 6 | 6 |              |                  |              |              |              |  |
|  | Steve Darcis    | Steve Darcis         | 4                    | 6           | 6           |  |  | Steve Darcis  | Steve Darcis         | Steve Darcis         | 7             | 7             |   |   |              |                  |              |              |              |  |
|  |                 | Jan Hernych          | 6                    | 4           | 7           |  |  | Jan Hernych   | Jan Hernych          | Jan Hernych          | 64            | 5             |   |   |              |                  |              |              |              |  |
|  | 6               | Simon Greul          | 4                    | 6           | 65          |  |  |               |                      |                      |               |               |   |   |              |                  |              |              |              |  |

### 4ª sezione
|  | Primo turno        | Primo turno        | Primo turno        | Primo turno | Primo turno |  |  | Secondo turno | Secondo turno   | Secondo turno  | Secondo turno  | Secondo turno  |   |   | Ultimo turno | Ultimo turno    | Ultimo turno    | Ultimo turno | Ultimo turno |  |
|  |                    |                    |                    |             |             |  |  |               |                 |                |                |                |   |   |              |                 |                 |              |              |  |
|  | 4                  | Björn Phau         | Björn Phau         | 6           | 6           |  |  |               |                 |                |                |                |   |   |              |                 |                 |              |              |  |
|  |                    | Kenny de Schepper  | Kenny de Schepper  | 1           | 3           |  |  | 4             | Björn Phau      | 3              | 6              | 3              |   |   |              |                 |                 |              |              |  |
|  |                    | Andrej Kuznecov    | Andrej Kuznecov    | 6           | 6           |  |  |               | Andrej Kuznecov | 6              | 4              | 6              |   |   |              |                 |                 |              |              |  |
|  | WC                 | Kevin Krawietz     | Kevin Krawietz     | 3           | 3           |  |  |               |                 |                |                |                |   |   |              | Andrej Kuznecov | Andrej Kuznecov | 6            | 6            |  |
|  | Jerzy Janowicz     | Jerzy Janowicz     | Jerzy Janowicz     | 6           | 6           |  |  |               |                 | 7              | Martin Fischer | Martin Fischer | 3 | 4 |              |                 |                 |              |              |  |
|  | Konstantin Kravčuk | Konstantin Kravčuk | Konstantin Kravčuk | 4           | 1           |  |  |               | Jerzy Janowicz  | Jerzy Janowicz | 65             | 3              |   |   |              |                 |                 |              |              |  |
|  |                    | Benedikt Dorsch    | Benedikt Dorsch    | 2           | 2           |  |  | 7             | Martin Fischer  | Martin Fischer | 7              | 6              |   |   |              |                 |                 |              |              |  |
|  | 7                  | Martin Fischer     | Martin Fischer     | 6           | 6           |  |  |               |                 |                |                |                |   |   |              |                 |                 |              |              |  |